# Лобаново (Наро-Фоминский район)
Лобаново — деревня в Наро-Фоминском районе Московской области, входит в состав сельского поселения Веселёвское. Население — 11 чел. (2010), в деревне числятся 7 садовых товариществ. До 2006 года Лобаново входило в состав Веселёвского сельского округа.
Деревня расположена в юго-западной части района, на границе с Калужской областью, на безымянном правом притоке реки Руть (приток Протвы), примерно в 18 км к югу от города Верея, высота центра над уровнем моря 183 м. Ближайшие населённые пункты на север — Петровское в 0,8 км и Лукьяново в 1,5 км.

## Население
| 2002 | 2006 | 2010 |
| ---- | ---- | ---- |
| 15   | ↘8   | ↗11  |